# El Corpus
El Corpus est une municipalité du Honduras, située dans le département de Choluteca.

## Villages et hameaux
La municipalité d'El Corpus, comprend 202 hameaux et les 17 villages suivants :
- El Corpus (chef-lieu de la municipalité)
- Agua Fría
- Calaire
- Cayanini
- El Baldoquín
- El Banquito
- El Despoblado
- El Naranjal
- El Pedregal
- El Zapotal
- La Albarrada
- La Fortuna
- La Galera
- San Isidro
- San Juan Abajo
- San Juan Arriba
- San Judas

## Source de la traduction
- (en)/(es) Cet article est partiellement ou en totalité issu des articles intitulés en anglais « El Corpus » (voir la liste des auteurs) et en espagnol « El Corpus » (voir la liste des auteurs).